# Basilica cattedrale di San Michele (Sherbrooke)
La basilica cattedrale di San Michele di Sherbrooke è la cattedrale dell'arcidiocesi di Sherbrooke nel Québec in Canada. La chiesa è stata nominata basilica il 31 luglio 1959.